# سيدني تشابلن
سيدني جون «سيد» شابلن (بالإنجليزية:Sydney John "Syd" Chaplin) (مواليد 16 مارس 1885 - وفيات 16 أبريل 1965) ممثل إنجليزي وهو الاخ الأكبر للممثل المعروف تشارلي تشابلن.

## روابط خارجية
- سيدني تشابلن على موقع IMDb (الإنجليزية)
- سيدني تشابلن على موقع أول موفي (الإنجليزية)
- سيدني تشابلن على موقع قاعدة بيانات الأفلام السويدية (السويدية)
- سيدني تشابلن على موقع قاعدة بيانات الفيلم (الإنجليزية)